# Соціальна структура
Соціальна структура — внутрішній устрій суспільства або соціальної групи, що складається з певним чином розташованих, впорядкованих частин (в групі — соціальних індивідів, осіб), що знаходяться у соціальному зв'язку, взаємодіють між собою. Взаєморозміщення та певний взаємозв'язок складових частин суспільства, як цілісної соціальної системи.
В устрої соціальної структури розрізняють соціальну статику та соціальну динаміку (див. Толкотт Парсонс). Устрій та підпорядкованість соціальних структур називається «соціальною стратифікацією».